# Show and Tell (musikalbum)
Show and Tell är ett livealbum av det kanadensiska synthrockbandet The Birthday Massacre, inspelat vid Knust i Hamburg den 5 november 2007. Det gavs ut den 5 maj 2009.

## Låtlista
| Nr  | Titel                  | Längd |
| --- | ---------------------- | ----- |
| 1.  | Before Dark (Intro)    | 1:25  |
| 2.  | Video Kid              | 4:27  |
| 3.  | Lovers End             | 4:20  |
| 4.  | Goodnight              | 4:21  |
| 5.  | Falling Down           | 4:13  |
| 6.  | Violet                 | 3:38  |
| 7.  | Red Stars              | 3:49  |
| 8.  | Looking Glass          | 4:22  |
| 9.  | Remember Me            | 4:04  |
| 10. | Unfamiliar             | 3:26  |
| 11. | Walking with Strangers | 3:52  |
| 12. | Weekend                | 3:53  |
| 13. | Horror Show            | 4:07  |
| 14. | Kill the Lights        | 4:35  |
| 15. | Blue                   | 4:30  |
| 16. | Happy Birthday         | 4:13  |

Extramaterial för dvd-versionen
- M'era Luna 2005 (live)
- M'era Luna 2006 (live)
- Bildgalleri
- Intervju